# الحرف (عرعرة)

تعديل مصدري - تعديل

الحرف محلة تابعة لقرية عرعرة، التابعة لعزلة بني احمد والثلث بمديرية فرع العدين إحدى مديريات محافظة إب في الجمهورية اليمنية، بلغ تعداد سكانها 29 حسب تعداد اليمن لعام 2004.